# Marija Laskaris
Marija Laskarina (Μαρία Λασκαρίνα; Maria) (o. 1206. – 16. srpnja ili 24. lipnja 1270.) bila je princeza Bizanta te kraljica Mađarske i Hrvatske.
Bila je kći cara Teodora I. Laskarisa i njegove žene Ane Anđeline te nećakinja Irene Komnene i sestra carice Irene Laskarine.
Marijine su maćehe bile Filipa Armenska i imenjakinja Marija Courtenayska.
1218. Marija se udala za princa Belu, koji je postao kralj Bela IV. Ovo je popis njihove djece:
- Margareta (gospa Tebe?)[7]
- sv. Kunegunda, kraljica i redovnica[8]
- Ana Ugarska
- Katarina, koja je umrla u bijegu
- Elizabeta Ugarska
- Konstanca Ugarska
- blažena Jolanda Ugarska
- Stjepan V.
- sveta Margareta Ugarska
- Bela Slavonski, Hrvatski i Dalmatinski (? – 1269.)

Marija se preobratila na katoličanstvo neposredno prije ili nakon udaje.